# 폰판 끗쁘랏
폰판 끗쁘랏(태국어: พรพรรณ เกิดปราชญ์, 영어: Pornpun Guedpard, 1993년 5월 5일~)은 태국의 배구 선수이며, 2023년 여자 아시아쿼터제로 화성 IBK기업은행 알토스에 입단했다. V리그 여자부 최초의 외국인 세터다.